# Ni de Perseu
Ni de Perseu (ν Persei) és un estel de magnitud aparent +3,78 situada la constel·lació de Perseu. S'hi troba a 556 anys llum de distància del sistema solar.
Ni de Perseu és una gegant lluminosa —catalogada també com supergegant— de tipus espectral F5II la temperatura superficial de la qual és de 6.600 K. Llueix amb una lluminositat 711 vegades major que la lluminositat solar i té un radi 21 vegades més gran que el del Sol. La seva velocitat de rotació projectada de 47 km/s —elevada per a un estel de les seves característiques— dona lloc a un període de rotació de 22 dies com a màxim. La seva massa és de 4,5 masses solars i va nàixer fa uns 120 milions d'anys com un estel blanc-blavós de la seqüència principal de tipus B5.
Ni de Perseu té una companya estel·lar visualment separada d'ella 32 segons d'arc. Denominada Ni de Perseu B (BD+42 815B), la seva lluentor correspon al d'una nana groga de tipus G2 semblant al Sol. La seva distància respecte a la brillant gegant és d'almenys 5.400 ua. Un tercer estel més tènue —anomenat Ni de Perseu E— pot també formar part del sistema.